# Rémy Chauvin
Rémy Andrew Joseph Chauvin (* 10. Oktober 1913 in Toulon; † 8. Dezember 2009 in Sainte-Croix-aux-Mines, Département Haut-Rhin) war französischer Biologe und Entomologe, zuletzt Honorarprofessor emeritus an der Sorbonne. Es war auch an Themen interessiert wie Parapsychologie, Leben nach dem Tod, außersinnliche Wahrnehmung und UFOs. Er publizierte mehr als 50 Bücher, meist zur Ethologie. Dem deutschen Publikum bekannt wurde er durch Übersetzungen seiner Sachbücher.

## Leben
Als Sohn der Biologin Mary-Louise Taupin besuchte er das Gymnasium an der Hochschule für Laval, studierte dann vier Jahre an der medizinischen Fakultät und lehrte an der Sorbonne. Er arbeitete exemplarisch an Bienen und anderen Insekten. 1977 war er Mitgründer der französischen Liga für Tierrechte.

## Positionen
Als Biologe nahm er zum Darwinismus und zur Soziobiologie eine kritische Position ein. Seine Neugier bezüglich parapsychologischer Studien und entsprechende Publikationen zogen Kritik von Skeptikern auf sich.

## Werke
- Tiere unter Tieren, 1967
- Die Welt der Insekten, 1967
- Die Hochbegabten: Wie erkennen und fördern wir überdurchschnittlich begabte Kinder?, 1979
- Remy Chauvin, Patrick Serres: Der Tanz der Bienen, 2001, ISBN 2951741219